# 诺纳维尔
诺纳维尔（法語：Nonaville，法語發音：[nɔnavil]）是法国夏朗德省的一个旧市镇，属于干邑区。2017年1月1日，诺纳维尔和相邻的另外4个市镇合并为新市镇贝勒维涅。

## 地理
诺纳维尔（45°31'35"N, 0°5'35"W）面积6.9 平方千米，位于法国新阿基坦大区夏朗德省，该省份为法国西部内陆省份，北起德塞夫勒省和维埃纳省，东临上维埃纳省，东南至多尔多涅省，南至多爾多涅省，西接滨海夏朗德省。
与诺纳维尔接壤的市镇（或旧市镇、城区）包括：比拉克、瑞里尼亚克、拉迪维尔、马拉维尔、圣梅达尔、维尼奥勒、维维尔、瓦勒德维涅。

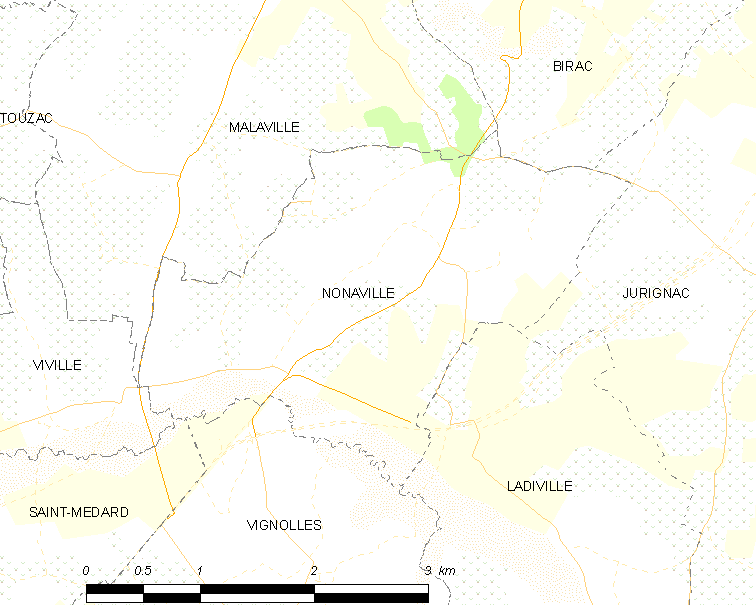
诺纳维尔的OSM定位图

诺纳维尔的时区为UTC+01:00、UTC+02:00（夏令时）。

## 行政
诺纳维尔的邮政编码为16120，INSEE市镇编码为16247。

## 政治
诺纳维尔所属的省级选区为夏朗德-香槟县。

## 人口

1962-2008年间诺纳维尔人口变化图示

诺纳维尔于2018年1月1日时的人口数量为203人。